# Mushie
Mushie ist eine Stadt in der Provinz Mai-Ndombe in der Demokratischen Republik Kongo und das Verwaltungszentrum des Mushie-Territoriums. Mushie hat etwa 33.000 Einwohner.

## Geografie
Der Ort liegt auf einer Höhe von 1118 ft (340 m) am nördlichen Ufer des Kasai-Flusses an seiner Mündung in den Fimi-Fluss.

## Verkehr
Mushie ist über die Regionalstraße RP201 an das Straßennetz des Landes angebunden.
Die Stadt wird vom Flughafen Mushie bedient.

## Söhne und Töchter der Stadt
Mushie war der Geburtsort des gefeierten kongolesischen Musikers Papa Wendo (1925–2008).